# Mucharz
Mucharz ist ein Dorf im Powiat Wadowicki der Woiwodschaft Kleinpolen in Polen. Es ist Sitz der gleichnamigen Landgemeinde mit etwas mehr als 4000 Einwohnern.

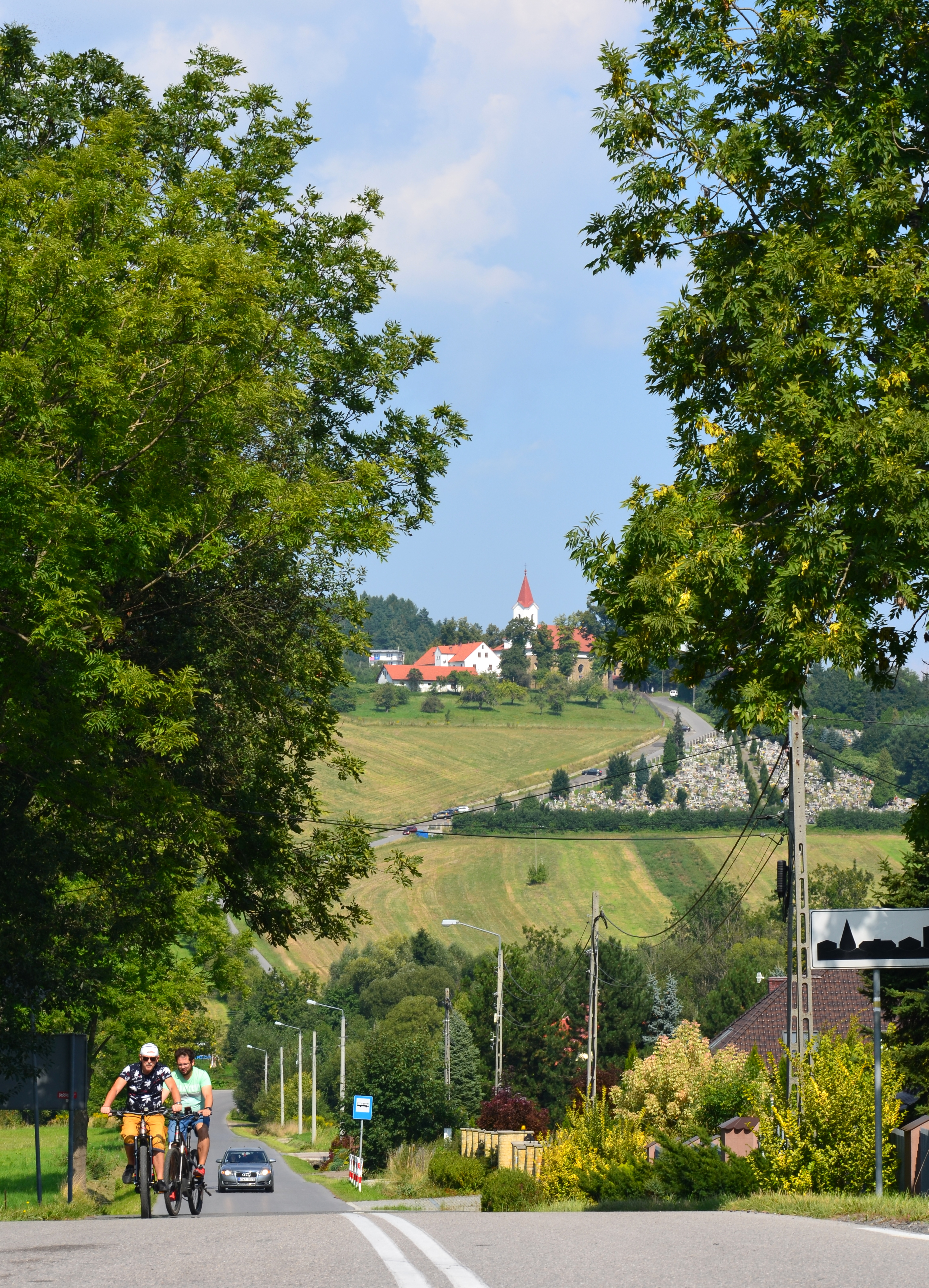
Ortsansicht

## Geographie
Der Ort liegt am linken Ufer des Flusses Skawa in den Kleinen Beskiden.
Die Nachbarorte sind Zagórze im Norden, Stryszów im Osten, Skawce im Südosten, Jaszczurowa und Śleszowice im Sűdwesten sowie Koziniec im Nordwesten.

## Geschichte
Mucharz ist die älteste Siedlung im Gebirgstal der Skawa. Die ersten Spuren der Menschen in Mucharz stammen aus der Mittelsteinzeit (7000 v. Chr.) und später aus der Lausitzer Kultur. Laut einer Legende hatten die Wislanen dort einen heidnischen, gemauerten Tempel. Um 880 wurde Mucharz angeblich von Kyrill und Method oder ihren Schülern besucht, im Jahre 996 auch von Adalbert von Prag.
Der Ort wurde im Jahre 1254 erstmals urkundlich erwähnt. In diesem Jahr wurde er mit einem Wirtshaus, Feldern und Wald von Bolesław V. an die Prämonstratenserinnen in Zwierzyniec bei Krakau verliehen. Er wurde dann aus dem Polnischen ins Deutsche Recht übertragen. Außer dem am südlichsten gelegenen Mucharz hatten die Schwestern u. a. auch Roków, Grodzisko, Krzęcin im Krakauer-schlesischen Grenzbereich im Besitz, und zwar bis zum späten 18. Jahrhundert.
Die Pfarrei Muchar wurde im Peterspfennigregister des Jahres 1326 im Dekanat Zator des Bistums Krakau erstmals erwähnt. Diese Pfarrei umfasste ein großes Gebiet von Wadowice im Norden bis Babia Góra im Süden.
Politisch gehörte das Dorf seit etwa 1315 zum Herzogtum Auschwitz, dies bestand in der Zeit des polnischen Partikularismus. Seit 1327 bestand das Herzogtum die Lehnsherrschaft des Königreichs Böhmen. Seit 1445 gehörte es zum Herzogtum Zator, dieses wurde im Jahr 1494 an den polnischen König verkauft. Anschließend wurde das Herzogtum Auschwitz-Zator im Jahr 1564 völlig dem Königreich Polen angeschlossen, als Kreis Schlesien der Woiwodschaft Krakau, ab 1569 in der polnisch-litauischen Adelsrepublik.

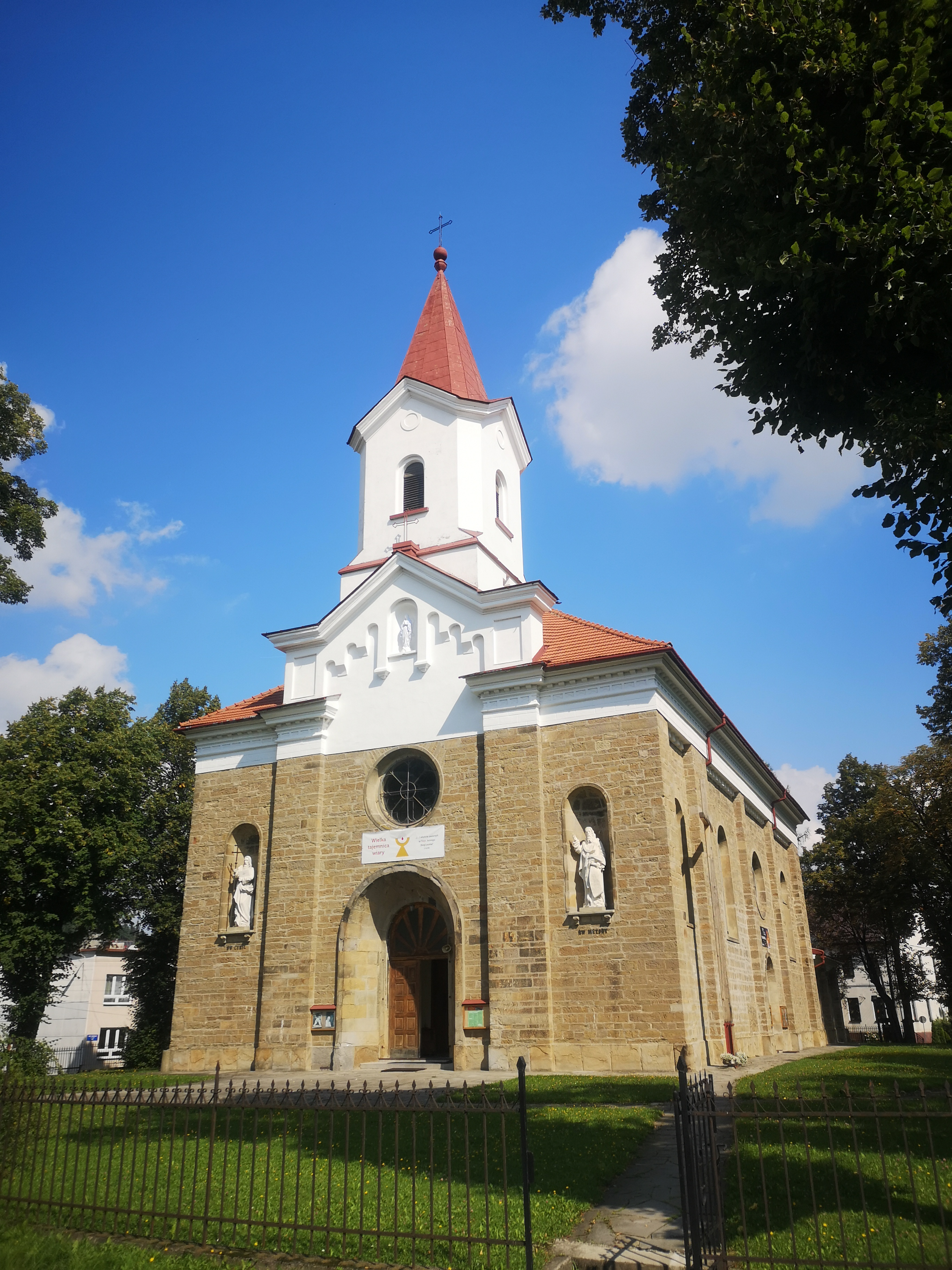
Katholische Kirche

Bei der Ersten Teilung Polens kam Mucharz 1772 zum neuen Königreich Galizien und Lodomerien des habsburgischen Kaiserreichs (ab 1804). Ab 1782 gehörte es dem Myslenicer Kreis (1819 mit dem Sitz in Wadowice). Nach der Aufhebung der Patrimonialherrschaften bildete es nach 1850 eine Gemeinde im Gerichtsbezirk Wadowice im Bezirk Wadowice.
1918, nach dem Ende des Ersten Weltkriegs und dem Zusammenbruch der k.u.k. Monarchie, kam Mucharz zu Polen. Unterbrochen wurde dies nur durch die Besetzung Polens durch die Wehrmacht im Zweiten Weltkrieg. Es gehörte dann zum Landkreis Bielitz im Regierungsbezirk Kattowitz in der Provinz Schlesien (seit 1941 Provinz Oberschlesien) an der Skawa, damals Schaue, die zur Grenze zwischen dem Dritten Reich und dem Generalgouvernement wurde.
Von 1975 bis 1998 gehörte Mucharz zur Woiwodschaft Bielsko-Biała.

## Sehenswürdigkeiten
- Katholische Kirche, gebaut 1835–1868

## Gemeinde
Zur Landgemeinde (gmina wiejska) Mucharz gehören sieben Dörfer mit Schulzenämtern.

## Verkehr
Durch Mucharz verläuft die Staatsstraße DK 28, die Zator durch Nowy Sącz mit Przemyśl verbindet. Die Bahnstrecke Trzebinia–Skawce hatte eine Station in Mucharz. Zwischen Wadowice und Skawce wurde die Strecke wegen des Baus des Jezioro Mucharskie eingestellt.